# Andrés Barcos
Andrés Barcos (ur. ? - zm. ?) – argentyński piłkarz, grający podczas kariery na pozycji bramkarza.

## Kariera klubowa
Andrés Barcos podczas piłkarskiej kariery występował w CA Estudiantes.

## Kariera reprezentacyjna
W 1919 Barcos był w kadrze na Mistrzostwa Ameryki Południowej, na których był rezerwowym. Nigdy nie zdołał zadebiutować w reprezentacji Argentyny.